# Grzegorz Kasdepke
Grzegorz Kasdepke (ur. 4 maja 1972 w Białymstoku) – polski pisarz dla dzieci i młodzieży, autor scenariuszy, dziennikarz.

## Życiorys
Ukończył studia na Wydziale Dziennikarstwa i Nauk Politycznych Uniwersytetu Warszawskiego. Były wieloletni redaktor naczelny magazynu dla dzieci „Świerszczyk”. Współpracuje z takimi wydawnictwami, jak: Literatura, Nasza Księgarnia, Egmont, Wydawnictwo Dwie Siostry, Wydawnictwo Literackie, Tamaryn, Agora i Muza.
Jest laureatem wielu nagród. W 2014 otrzymał nagrodę ZAiKS-u za twórczość dla dzieci. W 2016 nie przyjął od ministra Piotra Glińskiego Brązowego Medalu „Zasłużony Kulturze Gloria Artis”. W 2019 roku Kapituła Orderu Uśmiechu rozpatrując złożony wniosek postanowiła dołączyć go do grona Kawalerów Orderu Uśmiechu.
Mieszka w Warszawie. Ma żonę Zofię i syna Kacpra.

Gdybym był inwestorem z zagranicy, który miałby w polskiej gminie zainwestować pieniądze w jakąś firmę lub fabrykę, to prawdę mówiąc, pierwsze, co bym zrobił, to przejechał i obejrzał jak wygląda biblioteka publiczna. W jaki sposób gmina traktuje bibliotekę? Czy kultura jest ważna, czy nie jest ważna? Czy jest to wizytówka, czy  konieczność ustawowa? Grzegorz Kasdepke

## Nagrody i odznaczenia
- 2001: Kacperiada. Opowiadania dla łobuzów i nie tylko – Książka Roku 2001 polskiej sekcji IBBY
- 2001: Kacperiada. Opowiadania dla łobuzów i nie tylko – wyróżnienie w konkursie Dziecięcy Bestseller Roku 2001
- 2002: Nagroda Literacka im. Kornela Makuszyńskiego
- 2003: Co to znaczy, czyli 101 zabawnych historyjek, które pozwolą zrozumieć znaczenie niektórych powiedzeń – Nagroda Edukacja XXI
- 2003: Kuba i Buba – nominacja do nagrody Bestsellerek 2003
- 2004: Kuba i Buba – nominacja do Nagrody Literackiej im. Kornela Makuszyńskiego 2004
- 2004: Bon czy ton. Savoir vivre dla dzieci – Nagroda Edukacja XXI w 2004
- 2004: Bon czy ton. Savoir vivre dla dzieci – nominacja do nagrody Bestsellerek 2004
- 2004: Przyjaciele (współautor: Mira Stanisławska-Meysztowicz) – nominacja do nagrody polskiej sekcji IBBY Książka Roku 2004
- 2006: Niesforny alfabet – Najlepsza Książka Roku w kategorii „literatura dla dzieci” plebiscytu Wirtualnej Polski
- 2015: Nagroda im. Filipa Kallimacha – za wybitne osiągnięcia w sferze edukacji
- 2017: Ambasador Polszczyzny Literatury Dziecięcej i Młodzieżowej[9]
- 2018: Odznaka Honorowa za Zasługi dla Ochrony Praw Dziecka (2018)[10]
- 2020: Złota Żyrafka 2020[11] przyznawana na Interdyscyplinarnym Festiwalu Sztuk Miasto Gwiazd
- 2021: Detektyw Pozytywka najlepszą książką mijającego dwudziestolecia – Fundacja ABCXXI – Cała Polska czyta dzieciom
- 2022: Aleja Gwiazd Literatury – Miejska Biblioteka Publiczna w Mińsku Mazowieckim

## Twórczość

### Książki
- 1995: Miasteczko misiów
- 2001: Kacperiada. Opowiadania dla łobuzów i nie tylko cz. 1.[12]
- 2002: Co to znaczy... 101 zabawnych historyjek, które pozwolą zrozumieć znaczenie niektórych powiedzeń[13]
- 2003: Niegrzeczniaki
- 2003: Wakacje Potworaka
- 2003: Dziwne przypadki bajkopisarza
- 2004: Irwing Miś Czarodziej
- 2004: Kuba i Buba, czyli awantura do kwadratu[14]
- 2004: Bon czy ton: Savoir-vivre dla dzieci[15]
- 2004: Przyjaciele (powieść)
- 2004: Najpiękniejsze mity dla dzieci
- 2005: Powrót Bartusia, czyli co to znaczy po raz drugi
- 2005: Niegrzeczniaki
- 2005: Detektyw Pozytywka
- 2006: Nowe kłopoty detektywa Pozytywki
- 2006: Potworak
- 2006: Z piaskownicy w świat
- 2007: Niesforny alfabet
- 2007: Słodki rok Kuby i Buby
- 2007: Warszawa jest OK!
- 2007: Ostrożnie
- 2007: Mam prawo
- 2007: Pamiątki detektywa Pozytywki
- 2007: Wielka księga detektywa Pozytywki
- 2008: Do trzech odlicz! Zabawy matematyczne
- 2008: Tylko bez całowania! Czyli jak sobie radzić z niektórymi emocjami
- 2008: Rózga
- 2008: Kacper z szuflady
- 2009: Kocha, lubi, szanuje
- 2010: Horror! Czyli skąd się biorą dzieci[16]
- 2010: Kiedy byłem mały...
- 2010: Romans palce lizać
- 2010: Gdybym był dziewczynką, gdybym była chłopcem (z Anną Onichimowską)
- 2011: Serce i inne podroby
- 2012: Wielki wybuch, czyli Ka kontra Ka
- 2012: Zając
- 2012: Poradnik hodowcy aniołów
- 2012: Potwór
- 2012: W moim brzuchu mieszka jakieś zwierzątko
- 2012: Pestka, drops, cukierek. Liczby Kultury
- 2012: Wakacje detektywa Pozytywki
- 2013: Kacper z szuflady
- 2013: Bodzio i Pulpet
- 2014: Potworak i inne kosmiczne opowieści
- 2014: Zaskórniaki i inne dziwadła z krainy portfela (z R. Petru[17])
- 2014: Inżynier Ciućma
- 2015: A ja nie chcę być księżniczką
- 2015: Sama. Listy z piwnicy
- 2015: 45 puknięć w głowę
- 2015: Kuba i Buba w szpitalu
- 2015: Wielka księga uczuć
- 2017: Wielki powrót detektywa Pozytywki
- 2019: Bezu-bezu i spółka
- 2020: Ale kosmos! To znowu Bodzio i Pulpet
- 2020: Tylko bez całowania! czyli jak sobie radzić z niektórymi emocjami
- 2021: Horror! czyli skąd się biorą dzieci
- 2021: Jeszcze większa księga detektywa Pozytywki
- 2021: Kocha, lubi, szanuje… czyli jeszcze o uczuciach
- 2021: Mruczando na trzy rodziny i jedną kamienicę
- 2022: Królik po islandzku (współautor: Hubert Klimko-Dobrzaniecki)
- 2022: Koronkowa robota czyli wzór na kryminalną historię (z Anną Oparkowską)
- 2022: Niesforny alfabet
- 2022: Z piaskownicy w świat!
- 2023: A ja nie chcę być księżniczką
- 2023: Bajki mają moc. Wspierające opowiadania dla dzieci i rodziców
- 2023: Sama. Listy z piwnicy. Bajki mają moc
- 2024: Wielka księga uczuć

### Audiobooki. Słuchowiska
- 2005: Detektyw Pozytywka (czyta Krzysztof Tyniec)
- 2005: Przygody detektywa Pozytywki (czyta Krzysztof Tyniec)
- 2006: Powrót detektywa Pozytywki (czyta Krzysztof Tyniec)
- 2008: Złoto i uszy króla Midasa
- 2008: Śliczna i mądra, czyli Atena
- 2008: Głowa meduzy
- 2008: Kacperiada (czyta Wojciech Chorąży)
- 2008: Kuba i Buba, czyli awantura do kwadratu
- 2017: Kacperiada (czyta Jarosław Boberek)
- 2017: Bon czy ton. Savoir- vivre dla dzieci (czyta Leszek Filipowicz)
- 2022: Kocha, lubi, szanuje... czyli jeszcze o uczuciach
- 2020: Bon czy ton - savoir-vivre dla dzieci (czyta Krzysztof Przybylski)
- 2021: Mruczando na trzy rodziny i jedną kamienicę (czyta Przemysław Glapiński)
- 2022: Kocha, lubi, szanuje... czyli jeszcze o uczuciach
- 2024: Horror, czyli skąd się biorą dzieci (czyta Zbigniew Zamachowski)
- 2024: Święta w sprayu (Polskie Radio Dzieciom, Teatr Polskiego Radia; reżyser: Adam Wojtyszka)

## Dziennikarstwo
Dla dorosłych
- „Polityka”
- „GAGA”
- „Kurier poranny”

Dla dzieci

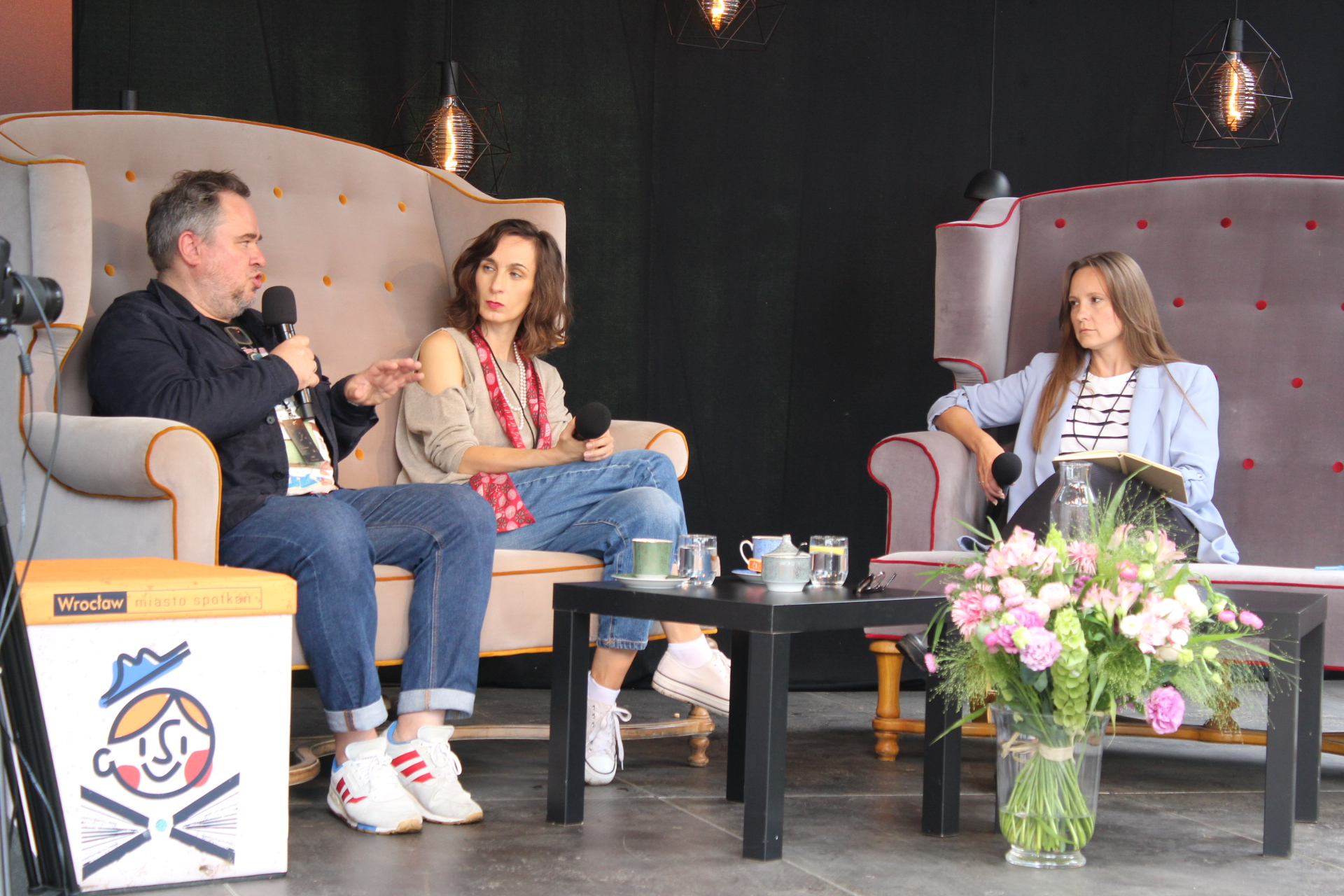
Grzegorz Kasdepke i Agata Romaniuk, Dorota Oczak-Stach

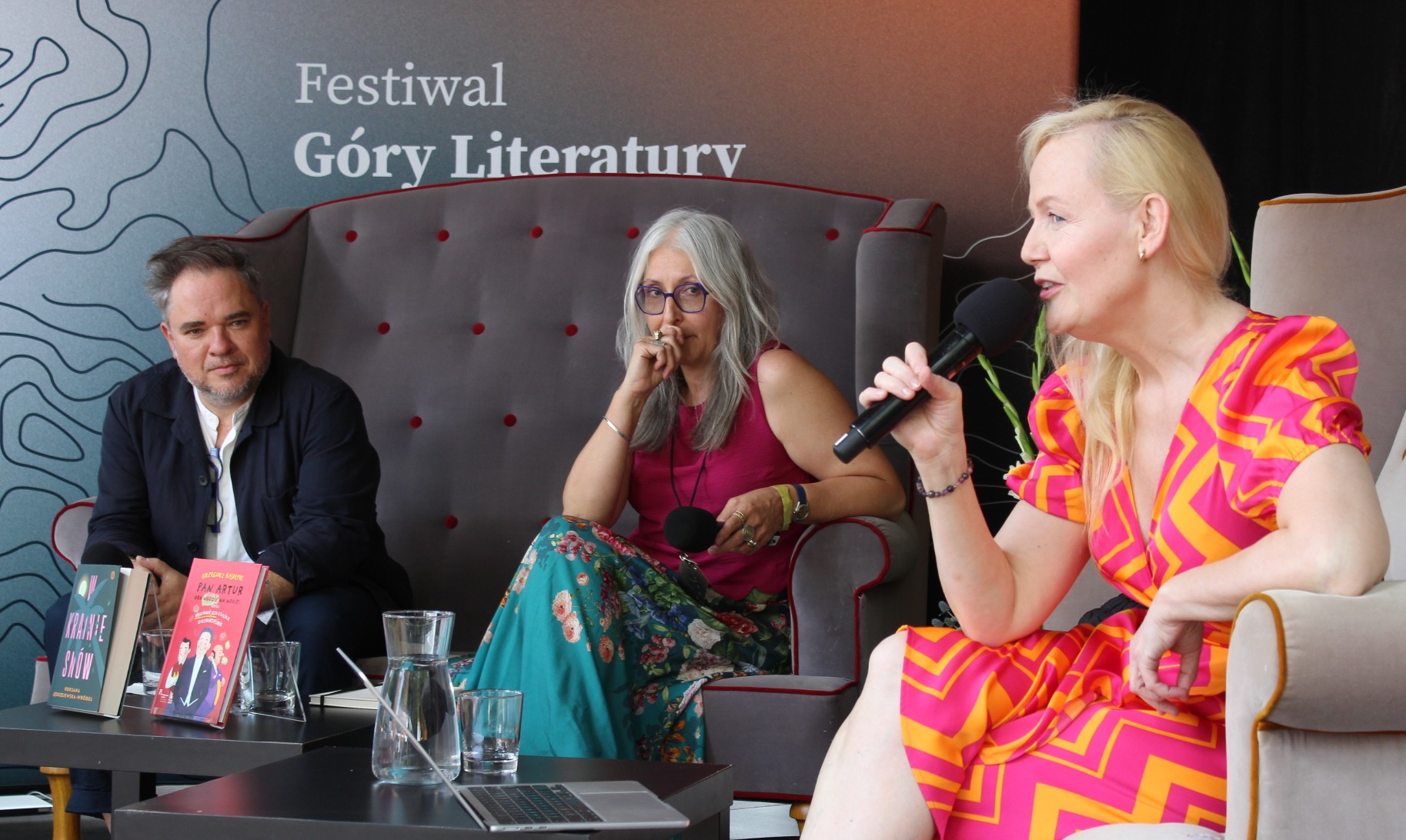
Grzegorz Kasdepke, Roksana Jędrzejewska-Wróbel, Katarzyna Stoparczyk

- „Świerszczyk” (były redaktor naczelny)
- Ciuchcia
- „Komiksowo”
- „Wesołe literki”